# Astragalus cytisoides
Astragalus cytisoides är en ärtväxtart som beskrevs av Aleksandr Andrejevitj Bunge. Astragalus cytisoides ingår i släktet vedlar, och familjen ärtväxter. Inga underarter finns listade i Catalogue of Life.